# Solferino
Solferino – miejscowość i gmina we Włoszech, w regionie Lombardia, w prowincji Mantua.
W 1859 rozegrała się tu wielka bitwa. Jej tragiczny bilans doprowadził do powstania Czerwonego Krzyża.

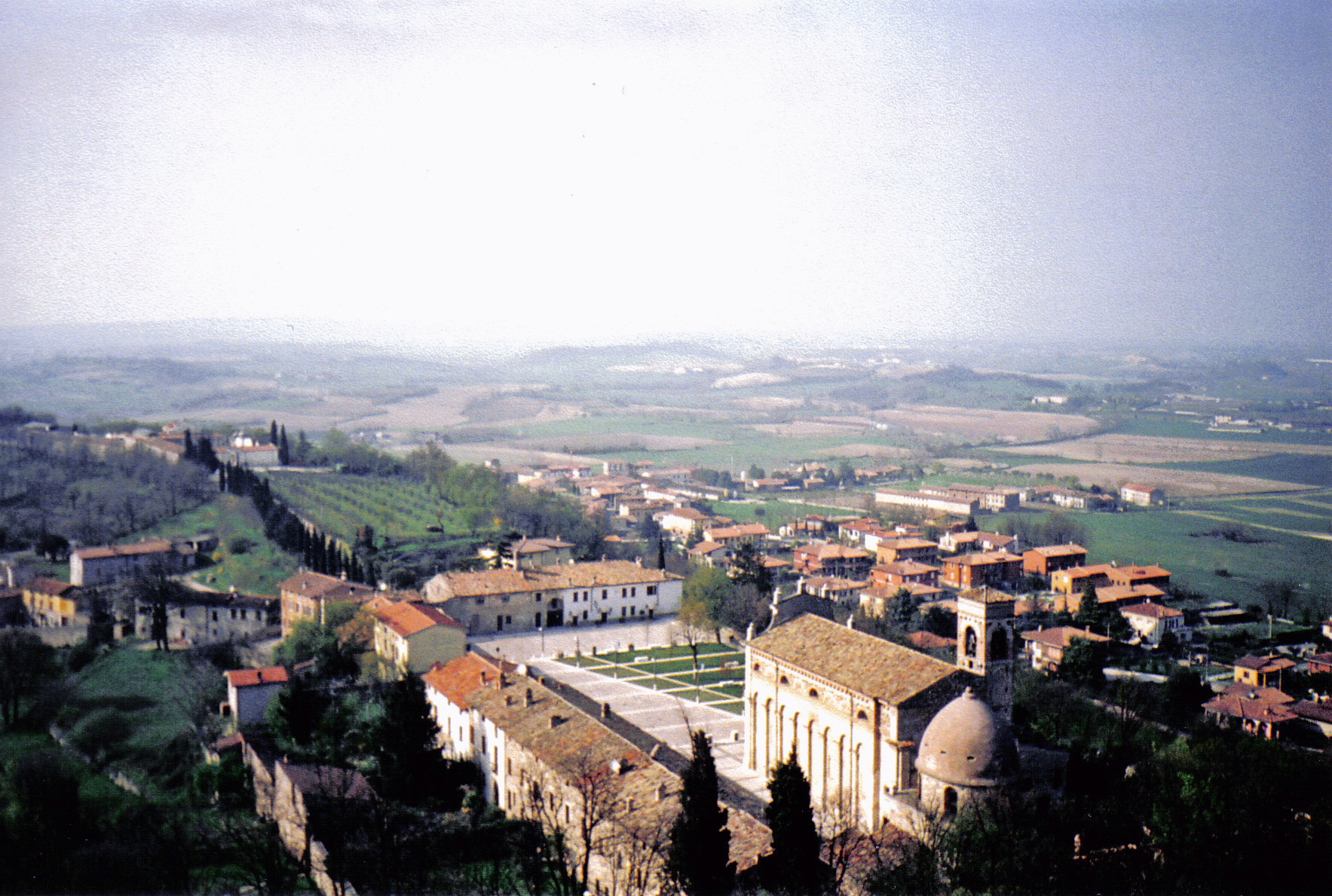
Panorama Solferino

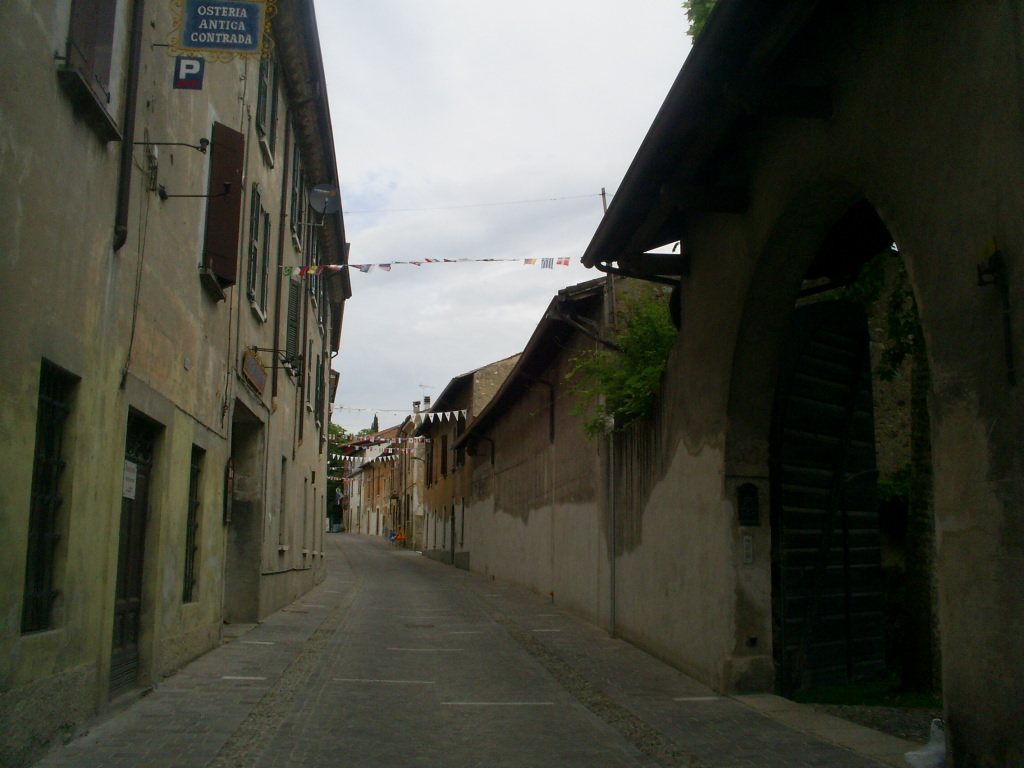
Solferino – centrum miasteczka

Według danych na rok 2004 gminę zamieszkiwało 2308 osób, 177,5 os./km².